# Seglohe
Seglohe ist ein Ortsteil der Gemeinde Fremdingen im bayerisch-schwäbischen Landkreis Donau-Ries.

## Lage
Das Kirchdorf liegt am Nordwestrand des Rieses, ca. 3,3 km nordöstlich von Fremdingen auf freier Flur. 500 m östlich liegt ein Badeweiher, der von einigen namenlosen Bächen gespeist wird. Er entwässert in den Unteren Seeger See, der wiederum in den Mühlbach Richtung Hausen abfließt.
Gemeindestraßen führen unter anderem zur Kreisstraße DON 4.

## Geschichte
Der Ortsname kommt vom mittelhochdeutschen Sege für Senkung. Der Ort erscheint erstmals im Jahr 1053 als „Villa Segelowa“.
Im 13. Jahrhundert hatten die Ortsadeligen von Seglohe die Dorfherrschaft inne. 1293 verlegten sie ihren Wohnsitz nach Ederheim. In der Folgezeit versuchten sich bis zu acht Grundherren durchzusetzen, was jedoch keinem gelang. Infolgedessen entwickelte sich Seglohe zu einem Freidorf mit großer Autonomie.
1806 wurde Seglohe mit dem Gemeindeedikt im Königreich Bayern eine Ruralgemeinde mit den Ortsteilen Eitersberg und Hochstadt.
Im Zuge der Gemeindegebietsreform wurde die Gemeinde am 1. Mai 1978 in die Gemeinde Fremdingen eingegliedert.
Vorher war die Flurbereinigung durchgeführt worden. Aus deren Teilnehmergemeinschaft entwickelte sich 1978 der Naturschutzverein, der sich die Heimatpflege zum Ziel gesetzt hat. Alle zwei Jahre veranstaltet er das dreitägige Weiherfest.

## Bauwerke

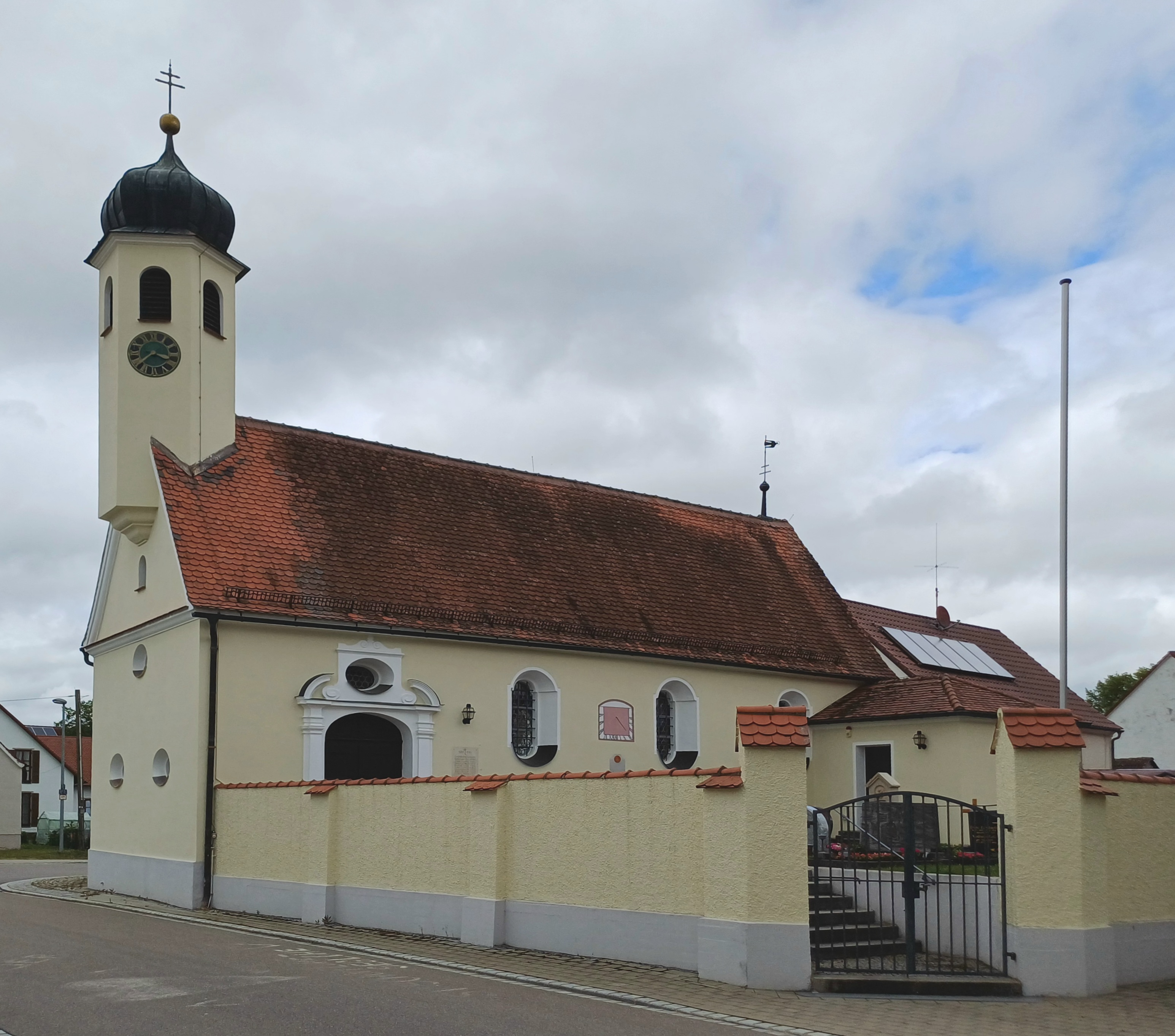
St. Pantaleon

Neben dem Gasthaus steht auch die Katholische Filialkirche St. Pantaleon auf der Denkmalliste.